# Ыспарта
Ыспа́рта (устар. «Испарта», тур. Isparta) — город в западной Турции и административный центр ила (области) Ыспарта. Население города — около 420 тыс. человек (по данным переписи 2007 года) , высота над уровнем моря — 1035 м. Город известен своим розовым маслом и коврами.
Город расположен на равнине к северу от горы Давраз (2635 м), служит перевалочным пунктом на пути в центр Озёрного края.

## История
Основанный во времена хеттов город входил в состав Лидии, а затем был завоёван Александром Македонским.
В 1203 году, после захвата турками-сельджуками, Ыспарта вплоть до конца XIV века оказалась под контролем эмиров Хамидоглу (Hamidoğlu). В это время она была столицей всего Озёрного края.
После Сельджукидов город стал столицей местного бейлика Хамид (1280—1391), последний правитель которого продал свои владения за 85 тыс. золотых монет османскому султану Баязиду I.
В 1381 году эмират мирным путём вошёл в состав Османской империи. После этого Ыспарта потеряла политическое значение и превратилась в региональный торговый и транспортный центр, а также место производства уникальных ковров.
В 1912 году в городе и районе проживали: турки — 51 110 чел., греки — 6 575 чел.
Вплоть до 1923 года в городе жила большая греческая община.

## Достопримечательности

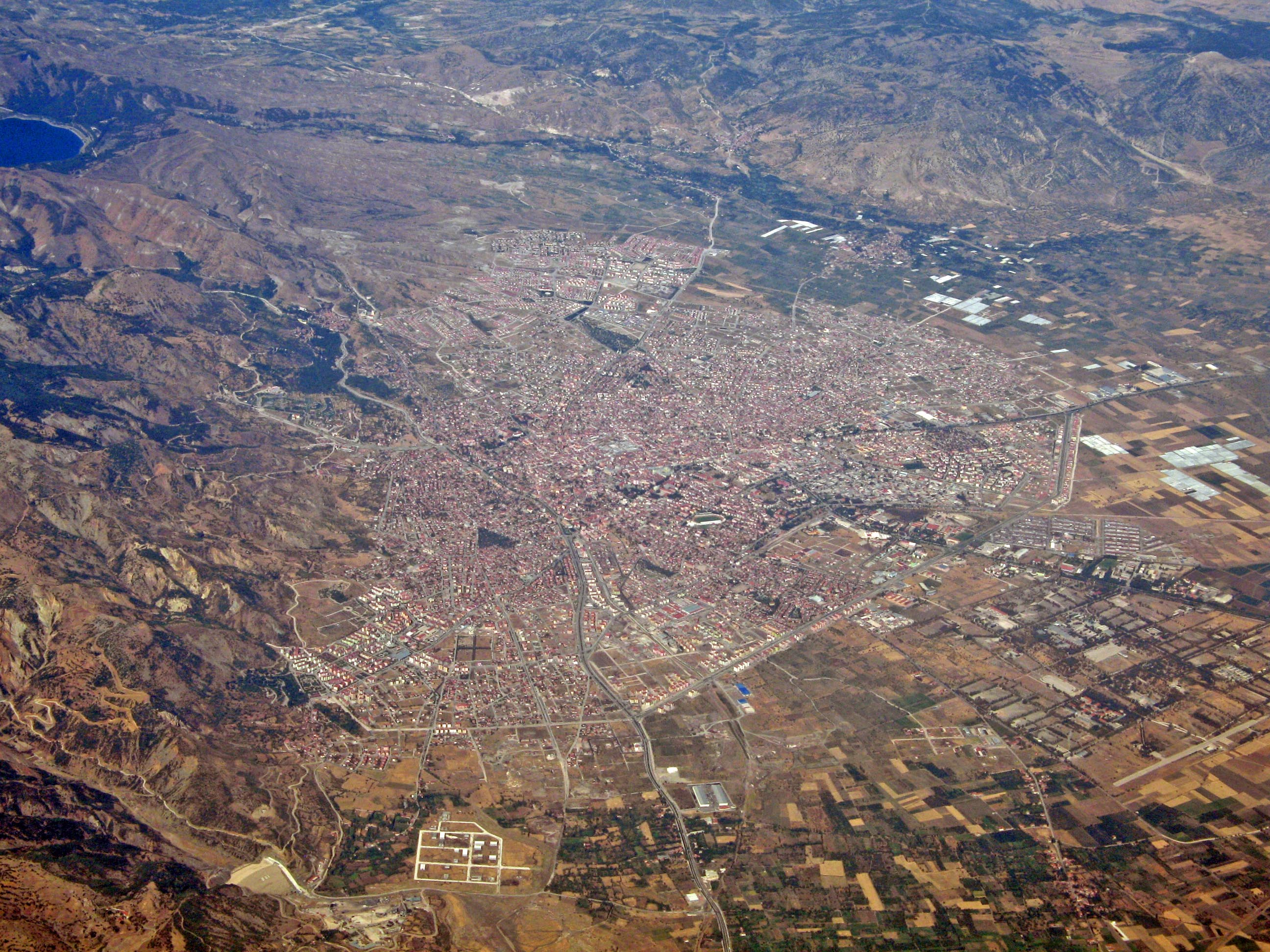
Вид на город с высоты 10 км

При въезде в город расположен символ Ыспарты - роза. В городе функционируют несколько фабрик по переработке роз, а также развиты отрасли производства косметики, шампуней и парфюмерии, в состав которых входит розовое масло.
Среди исторических достопримечательностей Ыспарты выделяются городская крепость времен Сельджуков и несколько сооружений XIV-XV веков. К ним относятся мечеть Хызыр-бея, построенная в 1317 году, и Рыночная мечеть, возведенная в 1417 году.
В 30 километрах от центра Ыспарты располагается озёрный край под названием Эирдир (Eğirdir). Озеро известно своими пейзажами, сочетающими скалистые горы и чистую голубую воду.
В окрестностях горы Давраз расположен горнолыжный курорт Давраз Ски Центр с профессиональными склонами и развитой инфраструктурой, включающей два отеля.

## Транспорт
В городе есть автостанция (otogar), в которой совершают остановки автобусы всех крупных транспортных компаний страны. Самый короткий путь до Ыспарты начинается из Антальи.
Также есть аэропорт, выполняющий рейсы в Стамбул два раза в неделю.